# Románia javasolt világörökségi helyszínei
Románia területéről 2021. augusztusig kilenc helyszín került fel a világörökségi listára, valamint tizenhat további helyszín a javaslati listán várakozik a felvételre. 
| Megnevezés                                          | Kép | Leírás | Típus      | Év   |
| --------------------------------------------------- | --- | --- | ---------- | ---- |
| Slătioara évszázados erdeje                         |     | Az erdő a Ráró-hegység délkeleti lejtőjén található. Az 1941 óta védelem alatt álló területen 300-400 éves, helyenként 60 méter magas lucfenyők állnak. | természeti | 1991 |
| Curtea de Argeș bizánci és posztbizánci templomai   |     | Curtea de Argeș egy ideig Havasalföld fejedelmi székhelye volt. A városközpontban találhatóak a fejedelmi udvar (Curtea Domneasca) maradványai. A fejedelmi templom helyén eredetileg egy 13. századi templom állt, helyette 1352-ben I. Basarab fejedelem új templomot alapított. Ez az egyedüli nagyszabású 14. századi havasalföldi vallási épület, amely napjainkig fennmaradt. A Sân Nicoară-templom egy magas platón épült, valószínűleg az első fejedelmi udvarral egyidőben, a l4. század elején. A kolostor Neagoe Basarab (1512-1517) alapítása. Itt található az alapító Neagoe Basarab, veje V. Radu, illetve I. Károly és I. Ferdinánd királyok sírja.                                          | kulturális | 1991 |
| Szent Miklós-templom (Demsus)                       |     | A demsusi Szent Miklós-templom a legrégibb ma is használt ortodox templom Romániában. Bár építéséről írásos források nem maradtak fenn, az eredeti építmény négyzet alakú, négy pillérrel tagolt alaprajza és félkör alakú apszisa miatt a 13. századra datálják. Építéséhez Várhelyről (Ulpia Traiana) való feliratos római sírköveket, vízvezeték töredékeit, márványt és téglát használtak föl. Mintájaként egyaránt említik az őraljaboldogfalvi templomot és a Curtea de Argeș-i Szent Miklós-templomot. | kulturális | 1991 |
| A jászvásári Trei Ierarhi-templom                   |     | A templom 1637–1639 között épült, az építtető Vasile Lupu moldvai fejedelem az ortodox egyház híres védelmezője volt. A templomot 1639. május 6-án szentelte fel Varlaam metropolita, Nagy Szent Vazul, Nazianzi Szent Gergely és Aranyszájú Szent János tiszteletére. A fejedelem nagylelkű adományai fejében a zsinat a templomnak ajándékozta Szent Paraszkéva ereklyéit, amelyek 1641-ben érkeztek meg. A templom köré kolostort emeltek, amelyből mára a gótikus terem maradt meg. A kolostorban iskola és nyomda is üzemelt. A templomban nyugszik az alapító Vasile Lupu, Dimitrie Cantemir moldvai fejedelem és az egyesült Románia első uralkodója, Alexandru Ioan Cuza.                            | kulturális | 1991 |
| A Basarabi barlangegyüttes                          |     | A barlangegyüttes a Fekete-tenger partjától 15 kilométerre található, a hajdani Carasu-völgy (most már Duna–Fekete-tenger csatorna) jobb partján. A mészkőfejtő falába vájt barlangokban 10–12. századi keresztény kápolnákat, sírhelyeket és járatokat találtak. A falakon levő feliratok különböző írásjelekkel készültek: ázsiai rovásírással, illetve görög, glagolita és cirill írásjelekkel. A feliratok nyelvét még nem sikerült azonosítani. | kulturális | 1991 |
| Neamți kolostor                                     |     | A ma is működő ortodox kolostor első írásos említése 1407-ből maradt fenn, de a vallási központ eredete visszanyúlik a 12. századra. A kolostor alapítását Petru Mușat fejedelemnek tulajdonítják, mert ő építtette az első kőtemplomot, azonban ennek a helyén már korábban is létezett egy kis fatemplom. Ez az első kőtemplom az 1471-es földrengés során alapjaiban megrendült; a jelenlegi templomot III. István moldvai fejedelem építtette, miután 1497-ben csatát nyert I. János Albert lengyel király ellen. A kolostor 18 000 kötetes könyvtárral rendelkezik és jelentős szerepet játszott a középkori román kultúra fejlődésében. A templom sírkamrájában nyugszik II. István moldvai fejedelem. | kulturális | 1991 |
| Gyulafehérvár történelmi központja                  |     | Az ókori római Apulum erődítésén belül elhelyezkedő műemlékek különböző korszakokat képviselnek. A középkori óvárost egy 1714-1735 között épült fal veszi körül. Itt található a 13. századi székesegyház, a régi püspöki palota, amely a 16. században fejedelmi palotává lett, a jelenlegi püspöki palota, az Apor-palota, a Batthyáneum, illetve az 1922-ben épült ortodox katedrális. | kulturális | 1991 |
| Olténiai bojárházak                                 |     | Az olténiai és munténiai bojárházak román neve (culă) tornyot jelent. A kisnemesek által épített három, néha négy emeletes lakótornyokat olyan helyekre építették, hogy a kulcsfontosságú útvonalakat ellenőrizni tudják. A négyzet alaprajzú épületben belső lépcső vezet az emeletre. A legfelső szinten rendszerint egy oszlopokkal kerített nyitott tér (foişor) helyezkedik el. | kulturális | 1991 |
| Retyezát-hegység                                    |     | A Retyezát-hegység a Déli-Kárpátok része. Északi vonulata, a a kristályos kőzetekből álló Nagy-Retyezát és a déli, mészkőből álló rész a Kis-Retyezát a Bukura-tónál kapcsolódnak össze. A hegységben 82 tengerszem található, köztük Románia legnagyobb tengerszeme, a Bukura-tó. A legmélyebb tengerszem a Zenóga-tó. A hegység területén 1935-ben alakították ki a Retyezát Nemzeti Parkot. | természeti | 1991 |
| Nagy-Pietrosz                                       |     | A Nagy-Pietrosz 2303 m tengerszint feletti magasságával a Radnai-havasok és a Keleti-Kárpátok legmagasabb hegycsúcsa, 1940–1945 között Horthy-csúcs néven az akkori Magyarország legmagasabb pontja. A hegység élővilágának kutatása során már 1932-ben sikerült védetté nyilvánítani a hegycsúcs körüli 183 hektárnyi területet; jelenleg a védett terület határa a 740 méteres tengerszint feletti magasság, mérete 3300 hektár. | természeti | 1991 |
| Szentpéterfalvi dinoszauruszlelőhely                |     | A lelőhely a Hunyad megyei Szentpéterfalván, a Nopcsa család egykori birtokán található. Az itt talált kréta kori dinozaurus-maradványokat Nopcsa Ferenc írta le először. | természeti | 1991 |
| Nagyszeben történelmi központja                     |     | Nagyszeben óvárosa a középkorban alakult ki, és az 1241-es tatárjárás után tudott fejlődésnek indulni. Az erdélyi szász közösség központjaként, a szász univerzitás székhelyeként az egyik legfontosabb erődített városnak számított Erdélyben. A város központjában különösen figyelemre méltó a három egymásba csatlakozó tér (Huet, Kleiner Ring, Grosser Ring), illetve a számos keskeny utcácska, lépcső, és fedett átjáró. Az épületek között egyaránt jelen van a gótika, a reneszánsz és a barokk stílus, de a 19–20. század fordulójának építészete is. A legismertebb épületek az evangélikus székesegyház (1350 körül), az Altenberger-ház (1475-1704) és a Brukenthal-palota (1778-1788).        | kulturális | 2004 |
| Hollókő, Torockó és környékük                       |     | Hollókő már 1987 óta világörökségi helyszín. Hozzá hasonlóan Torockó kivételes példa a tudatosan megőrzött hagyományos településképre. Közös helyszínként kezelve a két falut, bemutatható a Kelet-Európai falvak fejlődésének összetettsége. Torockó 315 gazdaságából 201 hagyományos ház, amelyek közül 170 önállóan is építészeti és néprajzi értéket képvisel. | kulturális | 2012 |
| A Római Birodalom határai – Dunai limes             |     | | kulturális | 2020 |
| Szinajai királyi kastélyok                          |     | | kulturális | 2024 |
| Szinajai királyi kastélyok                          |     | | kulturális | 2024 |
| Havasalföld és Moldva fejedelmi alapítású templomai |     | | kulturális | 2024 |
| Movile-barlang                                      |     | | természeti | 2024 |
| Kommunista börtönök Romániában                      |     | | kulturális | 2024 |